# 大埔公路
大埔公路（英語：Tai Po Road），暱稱舊路，1902年落成，是新界地區第一條落成的公路，全長近22公里，現時共分為9段。大埔公路南起九龍西部的深水埗，繞經新界東主要地區（沙田、大埔），現時止於大埔林村。過去大埔公路作為新界地區舊環迴公路的東線，終點曾經北至粉嶺，連接西線青山公路組成來往新界全境的交通要道。

## 歷史及概要
1899年英國依《展拓香港界址專條》接管深圳河以南、後被統稱為「新界」的土地，成為英屬香港的一部分。基於軍事佈防及發展新土地的需要，香港政府隨即為新界地區的交通基建進行規劃，其中包括興建連結新界各區及九龍市區的公路，而大埔公路於1902年率先落成，成為新界地區第一條落成的公路。隨著青山公路於稍後通車，此後大半個世紀，大埔公路與青山公路分別以東、西兩線，合組為新界地區的舊環迴公路，是連接九龍與新界僅有的兩條公路。
大埔公路由處於九龍舊市區邊界的深水埗界限街交界處接續彌敦道起，於桂林街交界分出青山公路後，沿新九龍（現九龍一部分）西部及新界東部而建，途經長沙灣、金山、大圍、沙田、火炭、馬料水等地向北伸延，經過當時新界的行政中心大埔，直至粉嶺終結，再次連接青山公路，通往新界西部及返回九龍。
大埔公路與青山公路的分段安排相似，落成時共有12段：位於新界的各路段均會附加地區後綴以作辨識，如「大埔公路－沙田段」；而位於九龍市區的一段在中文則會稱為「大埔道」（而英文名稱不變），且不設地區後綴（不論中英）。此外兩條公路往日沿路亦設有多塊里程碑，但缺乏保護下，至今僅存數塊。里程碑所示長度以英里計算，在早年新界沿路標誌性建築不多的情況下，有市民會以大埔公路多少「咪」（即英里之粵語音譯）表達所在地，但流通性遠遠不及青山公路。
1910年九廣鐵路（英段）（現東鐵綫）通車，採用與大埔公路相近的新界東路線北上。故此往日大埔公路大圍段近銅鑼灣村、沙田段與馬料水段交界、大埔滘段近元州仔、粉嶺段近和合石及粉嶺圍都曾設有平交道。當火車即將駛至，都會發出「咇咇」聲響並隨即下閘，車輛便須停下讓火車通過。1980年代鐵路電氣化，各平交道被取消或改建為橫跨鐵路的行車天橋，自此車輛不再需要駛經鐵路平交道。
1936年，大埔墟內的大埔公路被更名為大埔大街及後再更名為廣福道。1980年代政府於大埔新市鎮興建太和邨，林村河北岸大部分廣福道消失。同時政府亦發展粉嶺／上水新市鎮，大埔公路粉嶺段及部分大窩段被改建、更名或撤銷，亦已消失，致使大埔公路現已縮短至大埔林錦公路交匯處，並不再連接青山公路新界終點。2009年，青沙公路大圍至長沙灣段落成後，大埔公路大圍段與沙田段不再連接，令大埔公路現時只剩下不連續的9段；因此其走線的改變與新界的發展歷史可謂密不可分。而有關大埔公路分為8段時期的更名決定早於1968年得到有關鄉事委員會及政府同意，由是政府於同年宣佈安排。
大埔公路是傳統上來往新界東及九龍的必經要道，至今部分路段仍是重要幹道。軍事方面，駐港英軍曾設有深水埗軍營（現深水埗公園及麗閣邨一帶）及天祥軍營（現北區醫院），掌握大埔公路與青山公路的九龍起點與新界終點，兩者早年之軍事重要性可見一斑；及至二次世界大戰的香港保衞戰期間，駐港英軍亦曾派士兵摧毀大埔公路的基建，作為拖延日軍南進的戰略之一。郵政方面，位於油麻地彌敦道的九龍中央郵政局曾是兼管新界各地的郵政中樞，每天早上從該處出發的郵車，就由彌敦道起分東西兩線，分別沿大埔公路及青山公路環繞新界一周，收集新界各地於郵筒投寄的信件。至今大埔公路沿途仍存留少量歷史悠久、仍在使用中的舊式郵筒。
1977-80年間，鄰近原聖基道兒童院（現鹿茵山莊）一段的急彎被拉直，而原來的舊路段已於1996-2001年間逐步被封閉，以興建新、舊路段間用地的三間學校。而在1990年代，大埔公路介乎龍翔道至大圍一段亦進行大規劃擴闊工程，其中近九龍水塘北岸一段在塘畔的公路被廢棄，改為途經一段由開山建成的公路；該段廢棄路段現為衛奕信徑第六段及咪錶停車場。
時至今日，大部分新界東來往九龍的路面交通仍需途經沙田段，縱使該段已擴建為近代快速公路，但經常出現嚴重交通擠塞。而其他路段隨著沿途各區的新快速公路及行車隧道（包括獅子山隧道、尖山隧道及沙田嶺隧道、吐露港公路等）相繼落成，其作為區域幹道的重要性才大大減低。踏入2010年代，政府亦有計劃繼續改善大埔公路沙田段以應付增長的車流。另外在來往九龍和新界東的第一、二、三及三A類危險品車輛因不得行經行車隧道而必須使用大埔公路往來。

## 特點
大埔公路車速限制有每小時50、70及80公里三種，大埔道、琵琶山段南段部分、沙田嶺段北段部分、元洲仔段及大窩段均為50公里；琵琶山段北段部分、沙田嶺段南段部分、大圍段、馬料水段及大埔滘段為70公里；而沙田段則為限速80公里的快速公路。
比較特別的是，“大埔道”和 “大埔公路”門牌編排是不同方向的，大埔道是由南向北由小至大編配，大埔道以東為雙數（2-488），大埔道以西為單數（13-389）。而大埔公路則由北向南由小至大編配，大埔公路以東為單數（3985-8623），大埔公路以西為雙數（2800-8696）。由於“大埔道”和“大埔公路”英文是相同，事實上“大埔道” 和 “大埔公路”為同一道路，所以大埔道的門牌會出現大埔道以西由門牌389接8696，以東則由488接8623的奇怪現象。

## 分段介紹

### 九龍

#### 大埔道
大埔道由彌敦道、界限街、長沙湾道交界以北起，經過深水埗市區，有分層交匯處連接呈祥道，全段為雙程行車。大埔道於郝德傑道後通往琵琶山段，亦為九龍與新界的分界。
大埔道南端的終點本來位於現時荔枝角道與上海街交界，並與上海街連接，後來該路段南昌街至荔枝角道之間的路段於1930年代東移至現時路線，與彌敦道相接。

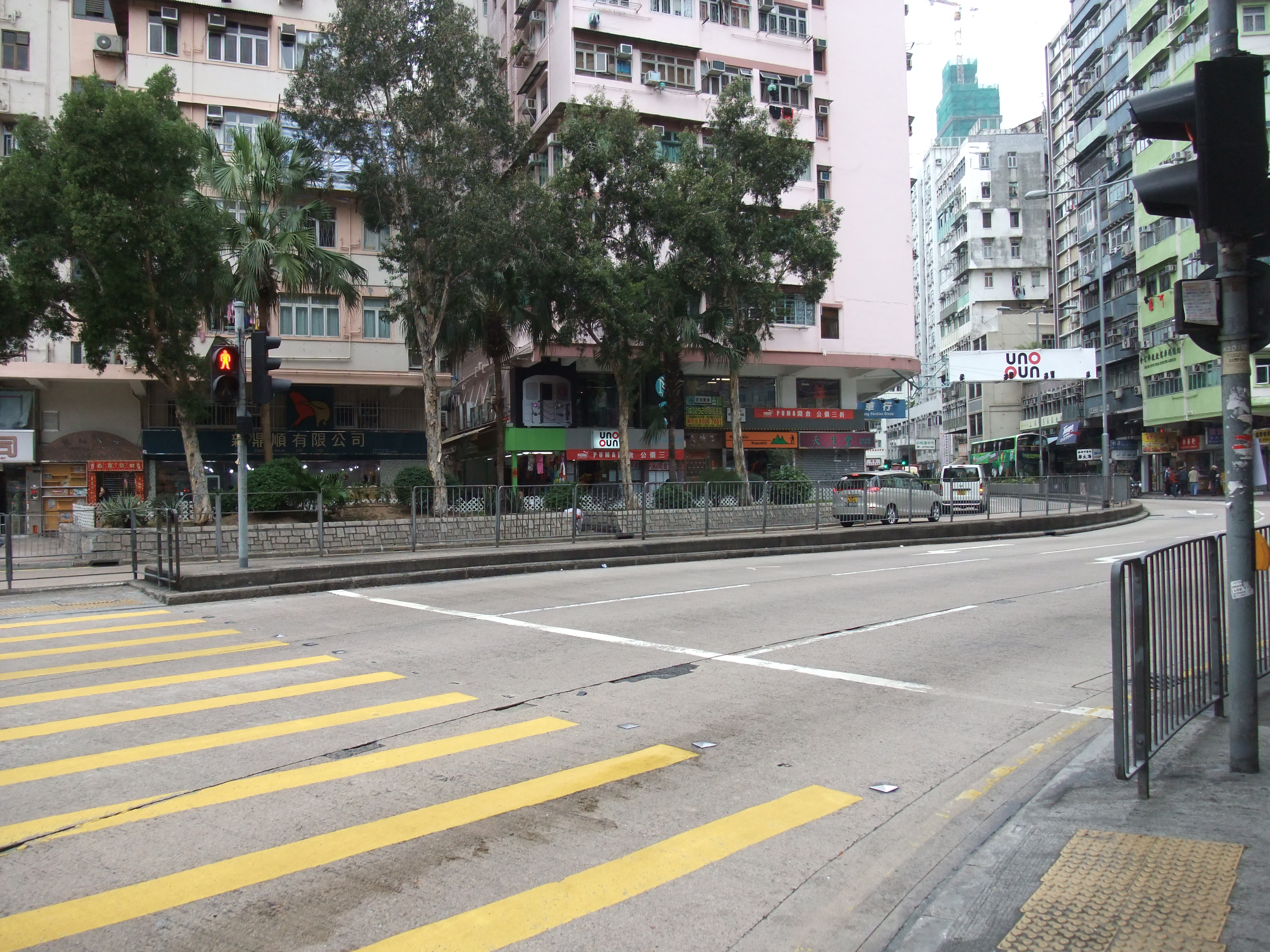
大埔道的南端起始位置
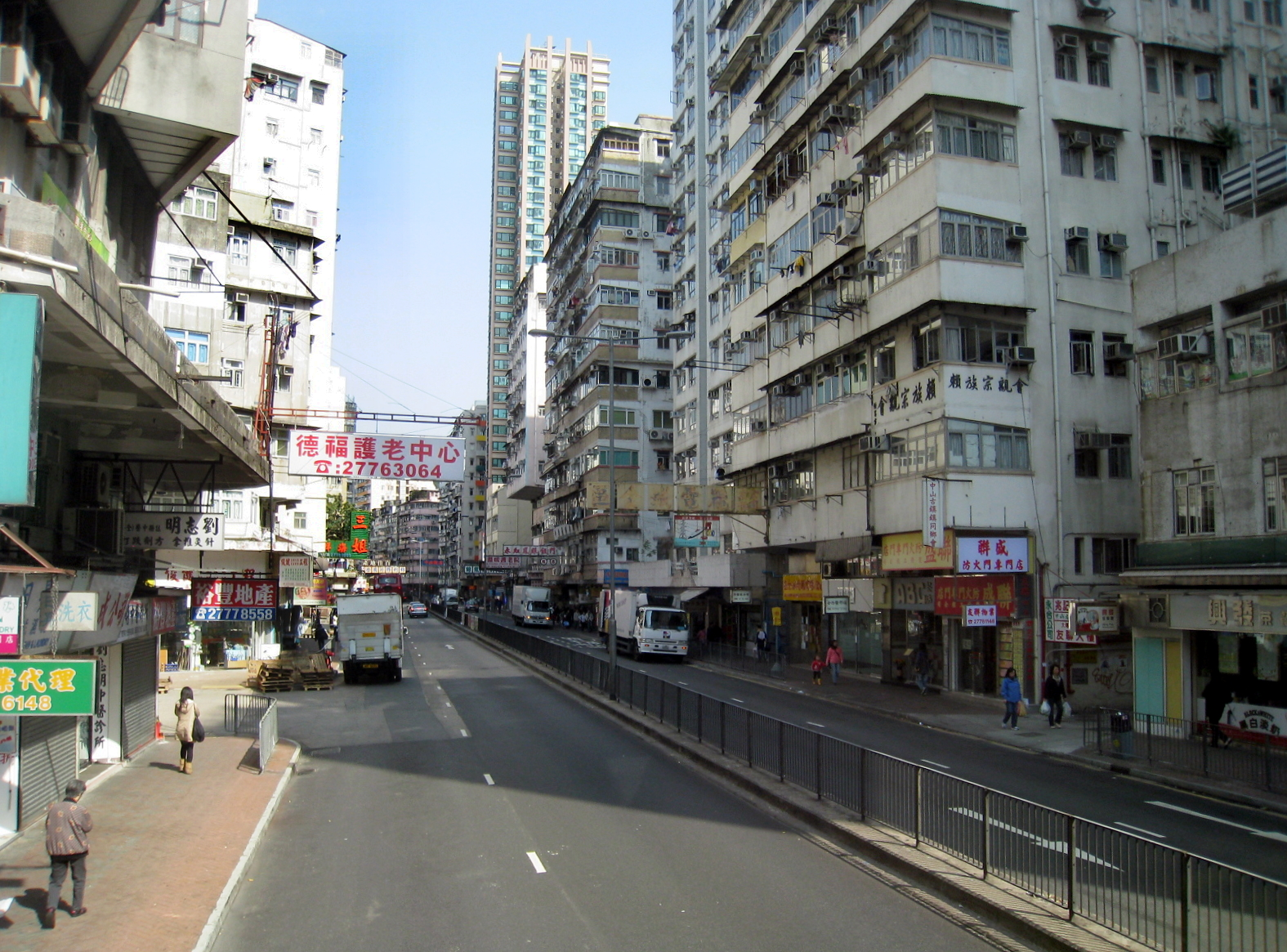
大埔道近深水埗
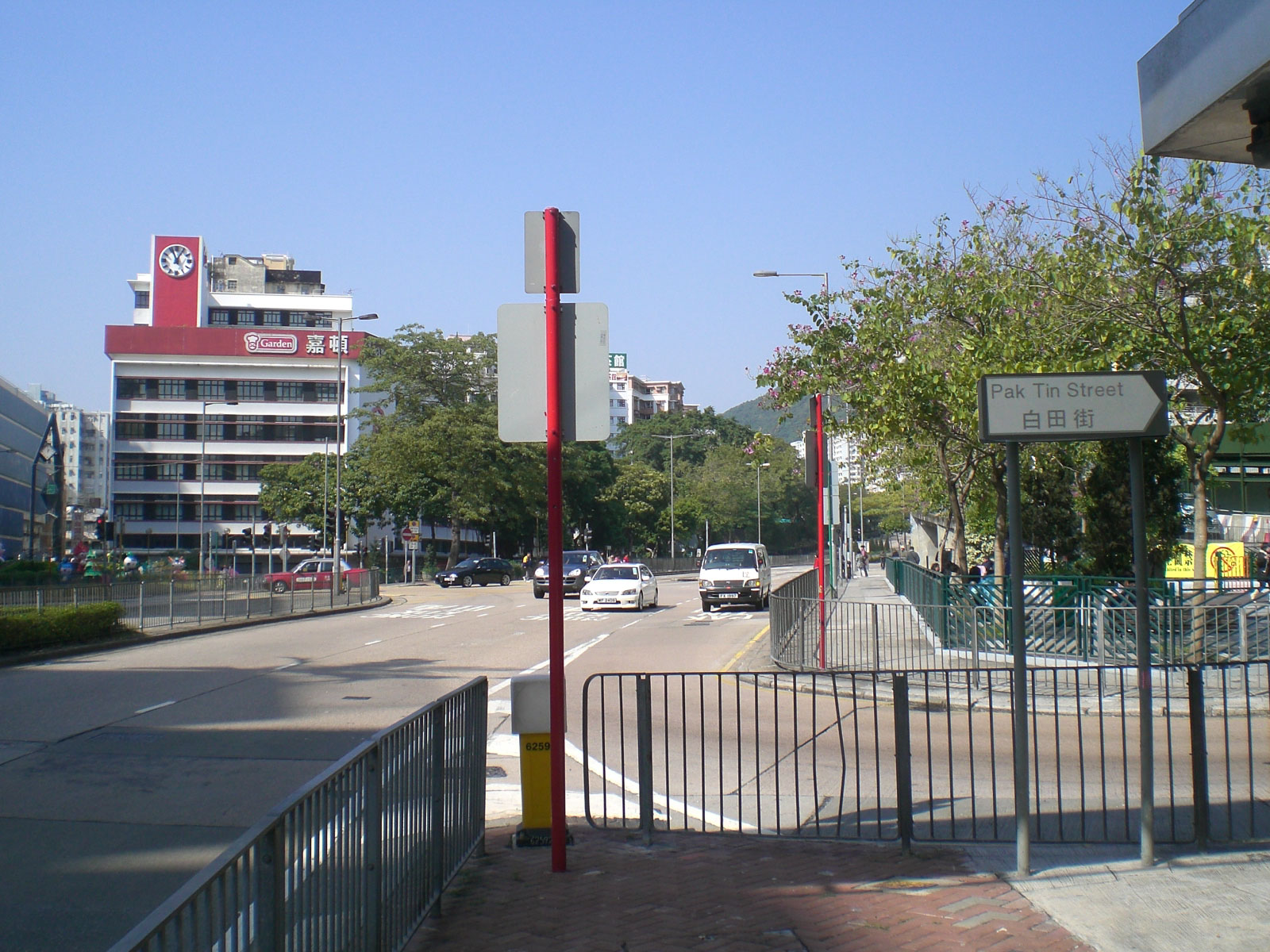
大埔道近嘉頓烘焙中心
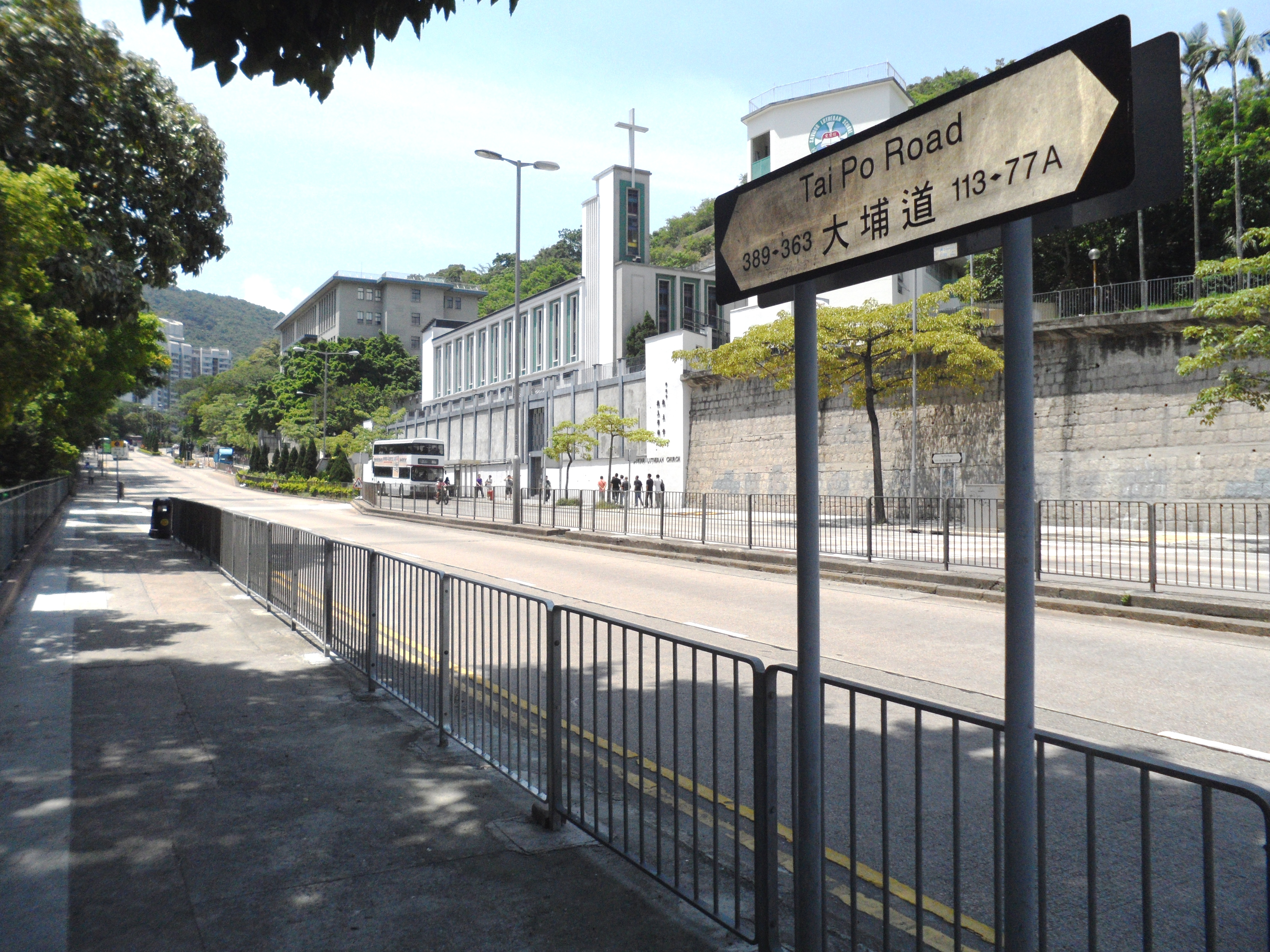
大埔道近路德會救主堂

### 新界

#### 琵琶山段
由郝德傑道起，經過金山郊野公園（馬騮山）至山坳以金山路為界與沙田嶺段相接，是連接九龍與新界東的主要道路，全段為不分隔雙程行車。

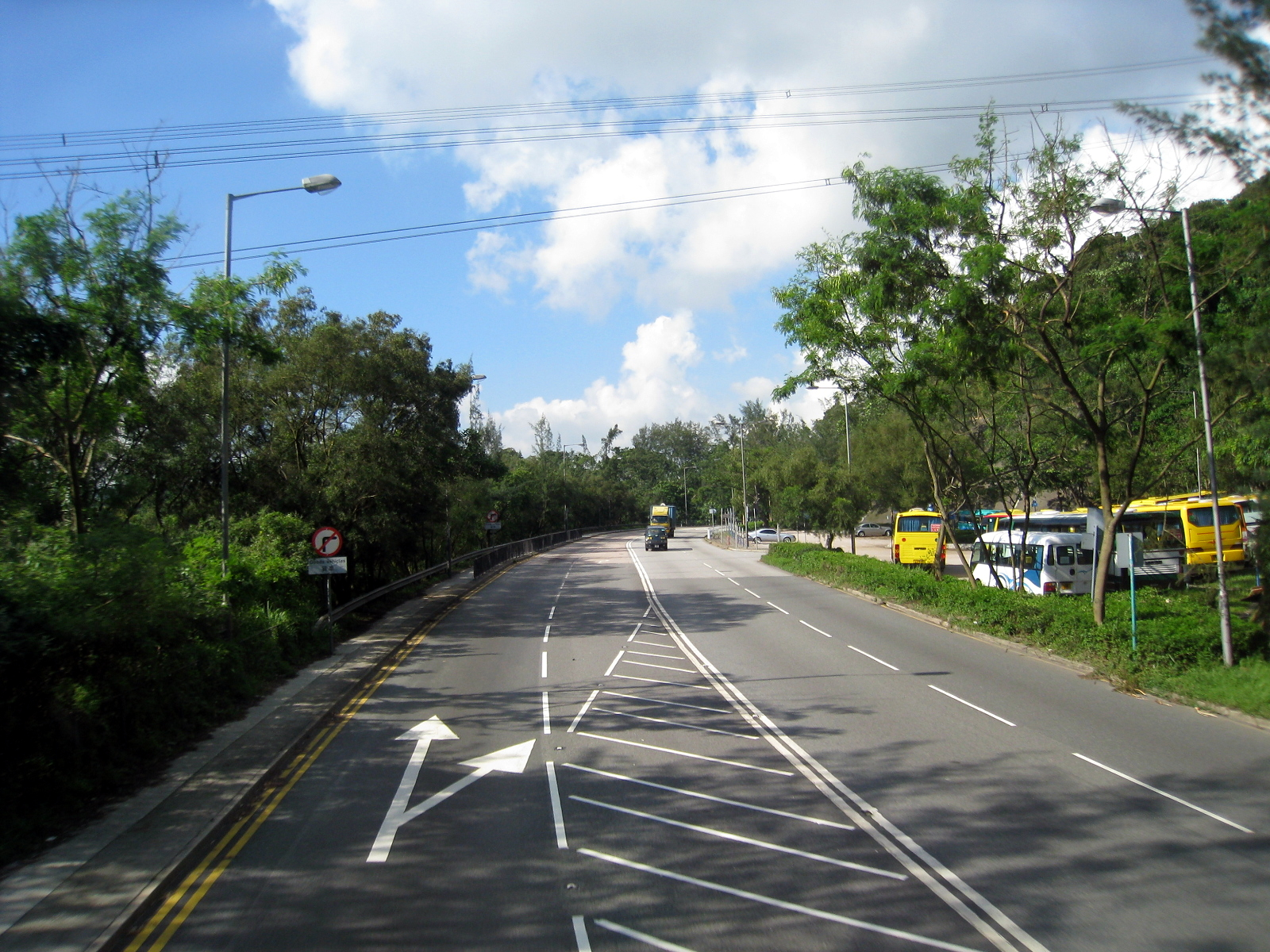
大埔公路－琵琶山段

#### 沙田嶺段
上接琵琶山段，經過沙田嶺山腰、徑口路，至沙田下城門道，是連接九龍與新界東的主要道路，全段為不分隔雙程行車。由於本段公路夜間較少車輛經過，因此亦成為非法賽車黑點（尤其是澳門格蘭披治大賽車舉行前夕）。

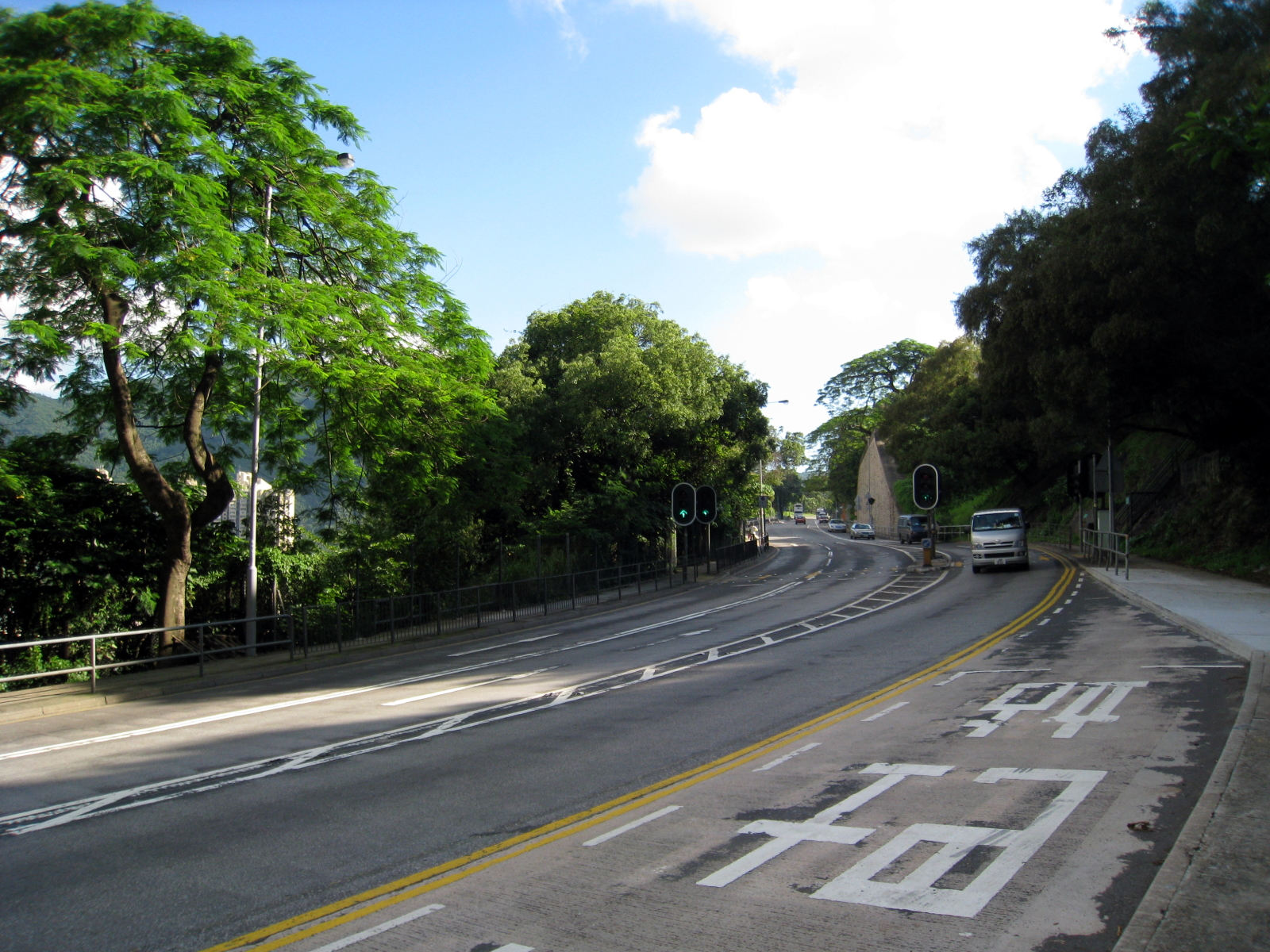
大埔公路－沙田嶺段
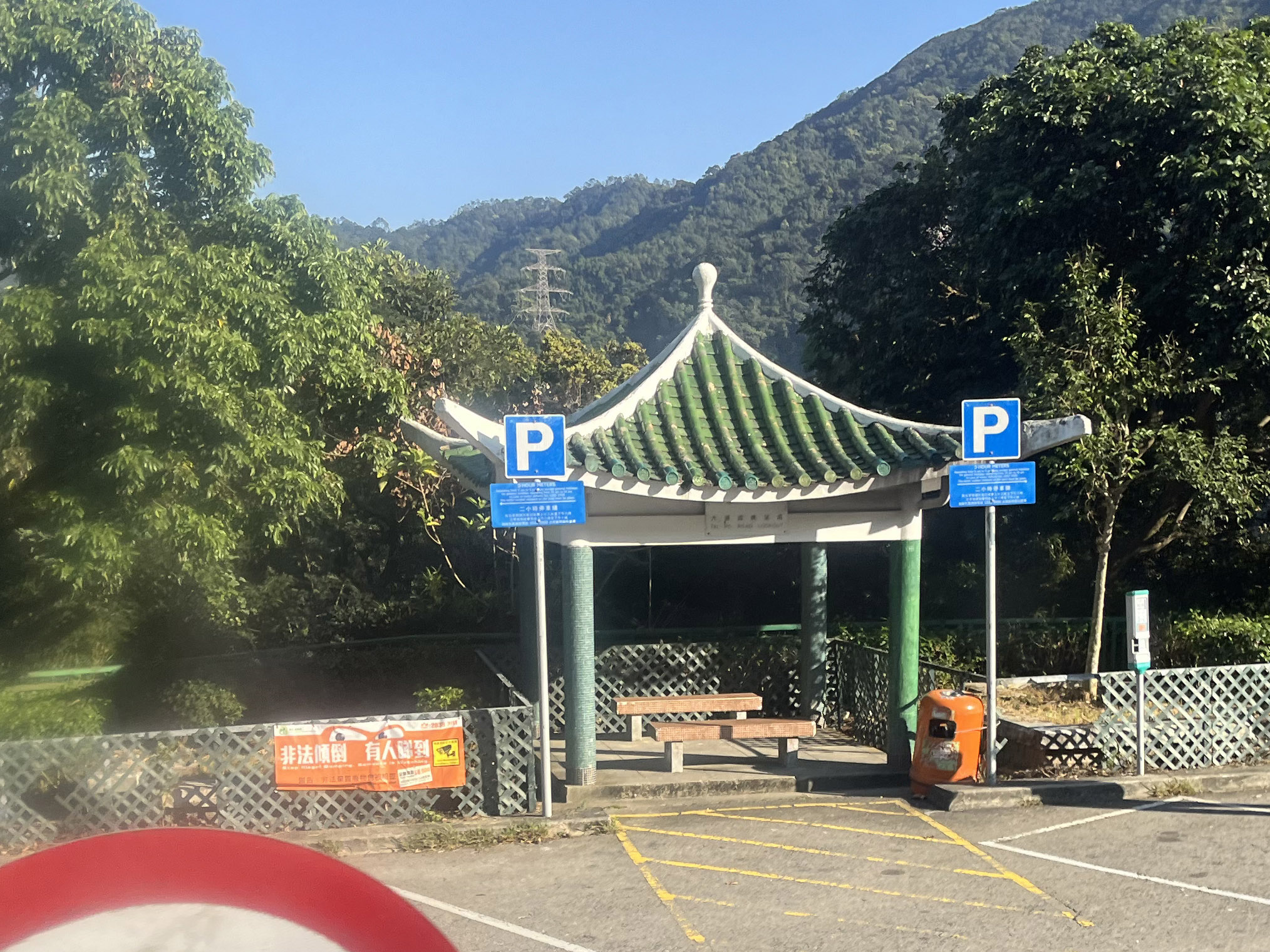
位於大埔公路－沙田嶺段的大埔道眺望處

#### 大圍段
大埔公路－大圍段由美田路至沙田正街近香港文化博物館，屬間斷路段。
該段路自青沙公路通車後，東西行方向行車線被分隔開。現時大圍新村前，往沙田方向的一段道路，已連接至新建青沙公路大圍段的高架天橋往大埔公路沙田段方向。往九龍方向則保留在青沙公路天橋底下，直至美田路為止。為改善交通，現時大埔公路沙田嶺段已不能通往大圍段。

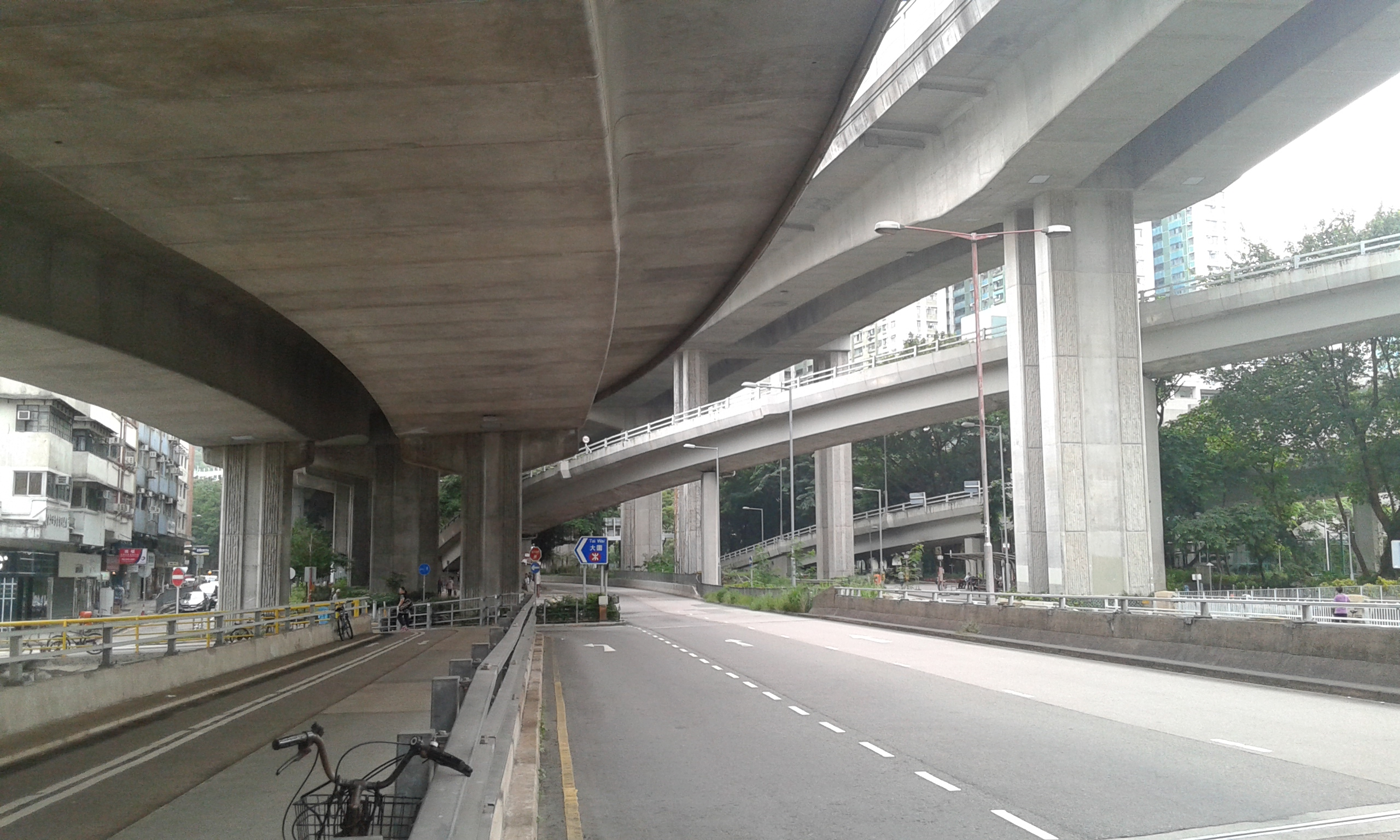
大埔公路－大圍段經過重建和改道
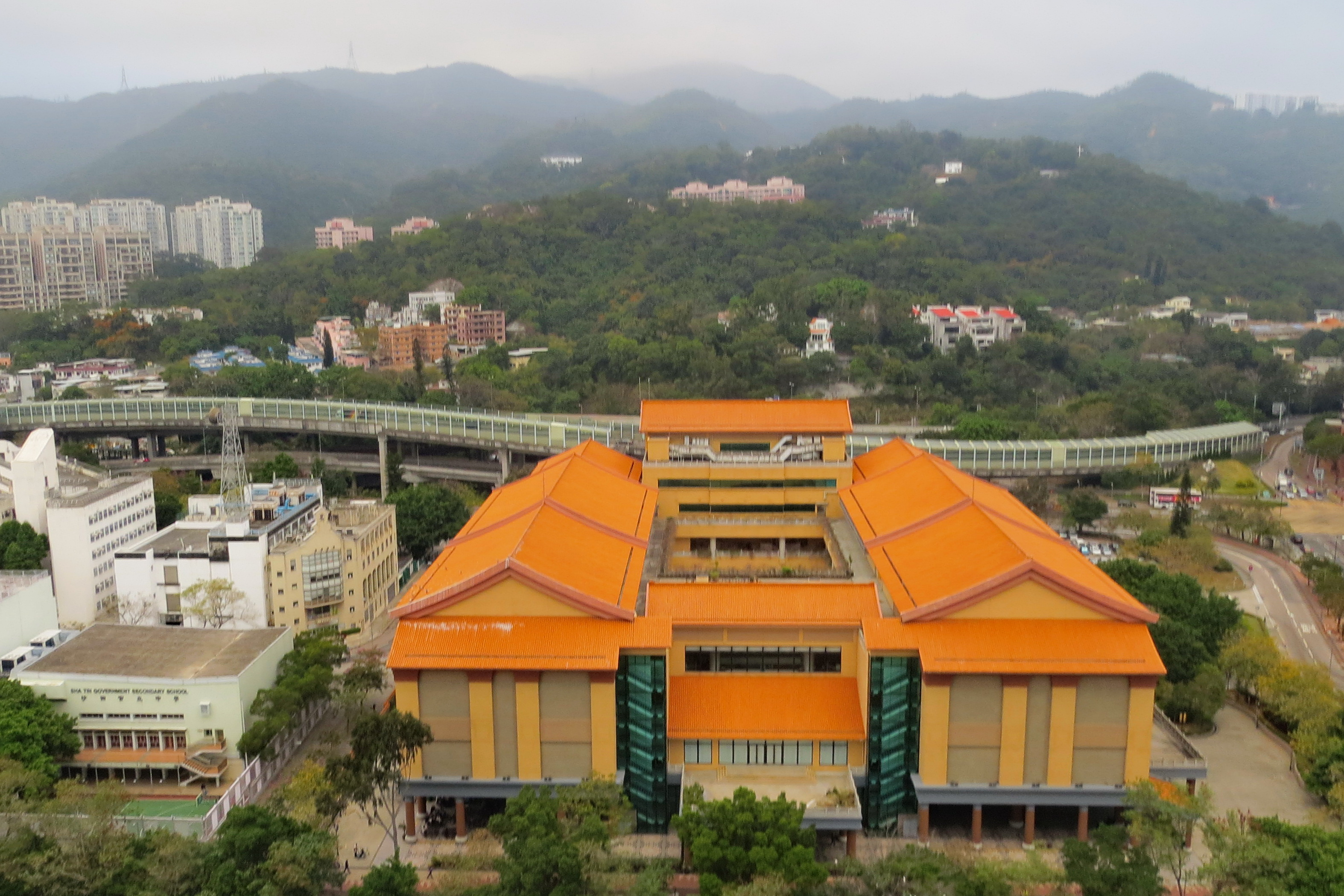
前方建築物為香港文化博物館，大埔公路－大圍段在其後方

#### 沙田段

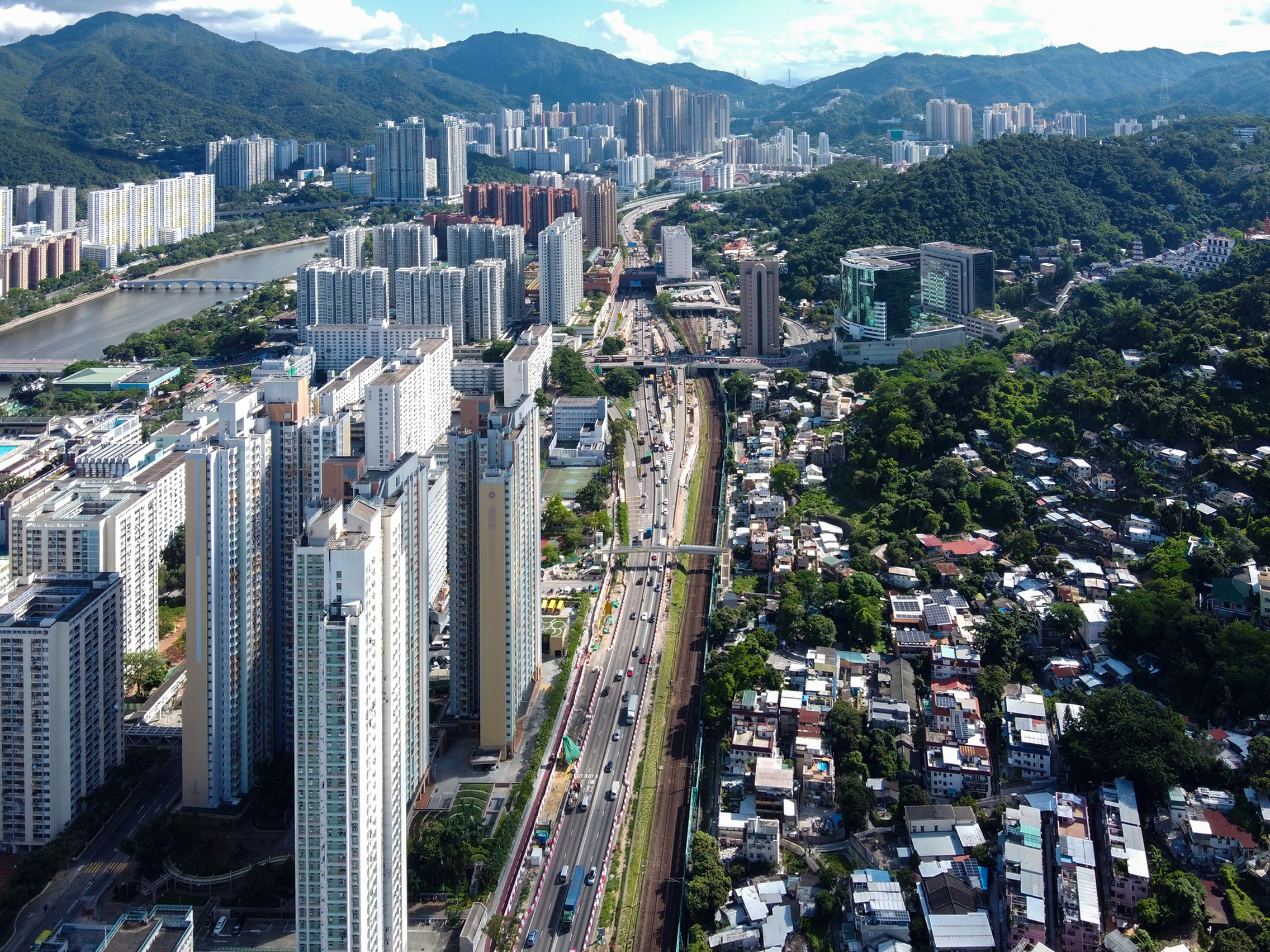
航拍大埔公路－沙田段（2020年）

由沙田市中心至沙田馬場，為快速公路。此段南端原本連接大圍段，但經常擠塞，自青沙公路通車後，當局為了改善擠塞情況，遂於2014年6月8日將蔚景園旁邊一段大埔公路永久封閉，現時沙田段已不再連接大圍段，只連接城門隧道公路及青沙公路。前往大圍段須途經沙田市中心的路段前往。
無論由此段道路前往大埔公路－沙田嶺段還是青沙公路往九龍方向，均需先利用九號幹線1號出口駛入青沙公路再選擇相應行車線。沙田段由吐露港公路至城門隧道公路一段屬於九號幹線。
沙田段城門隧道公路至沙田路一段是雙程二線分隔行車，而沙田路至吐露港公路一段是雙程三線分隔行車。沙田段火炭路至吐露港公路一段是快速公路。

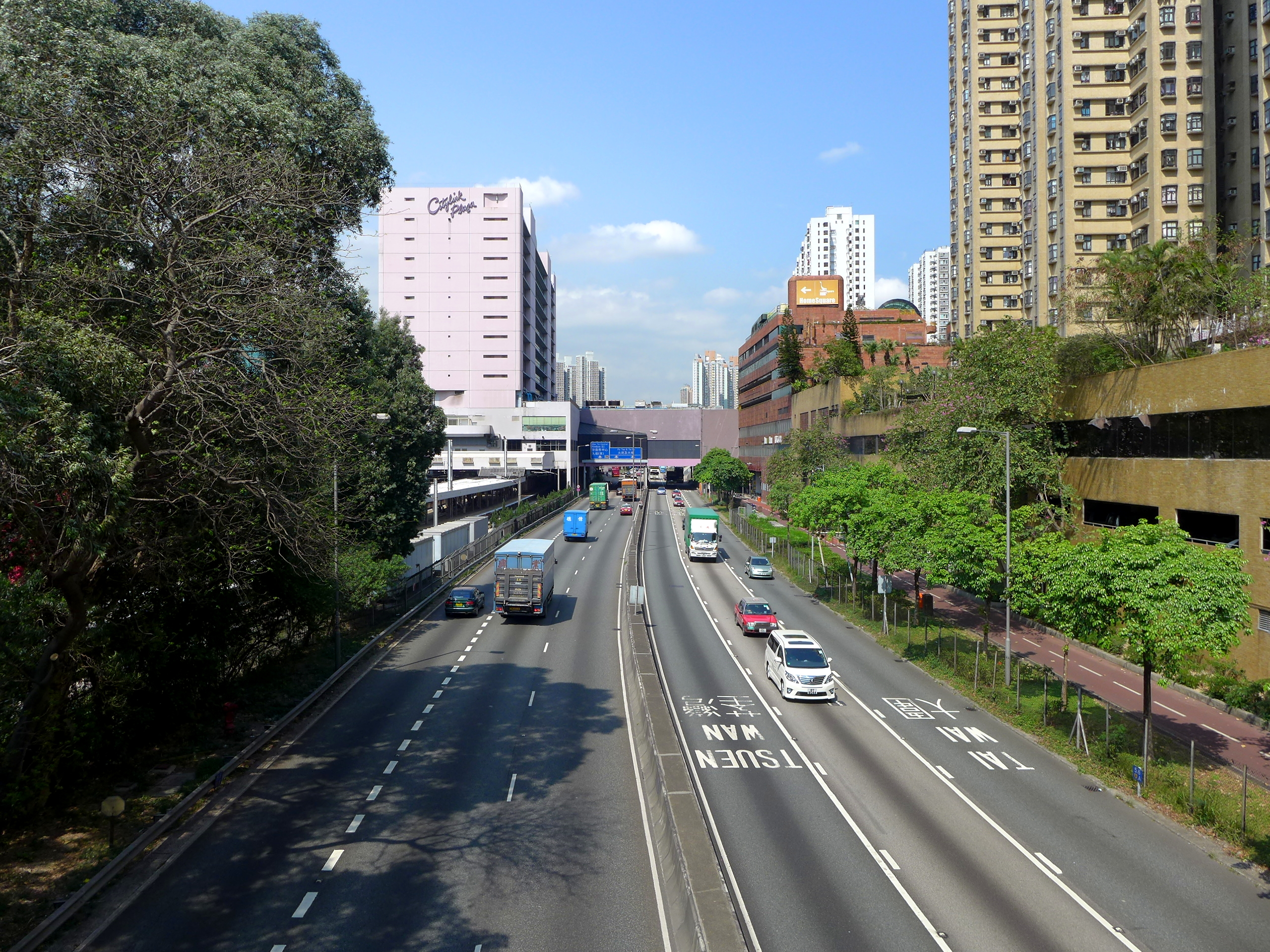
大埔公路－沙田段近新城市廣場和港鐵沙田站
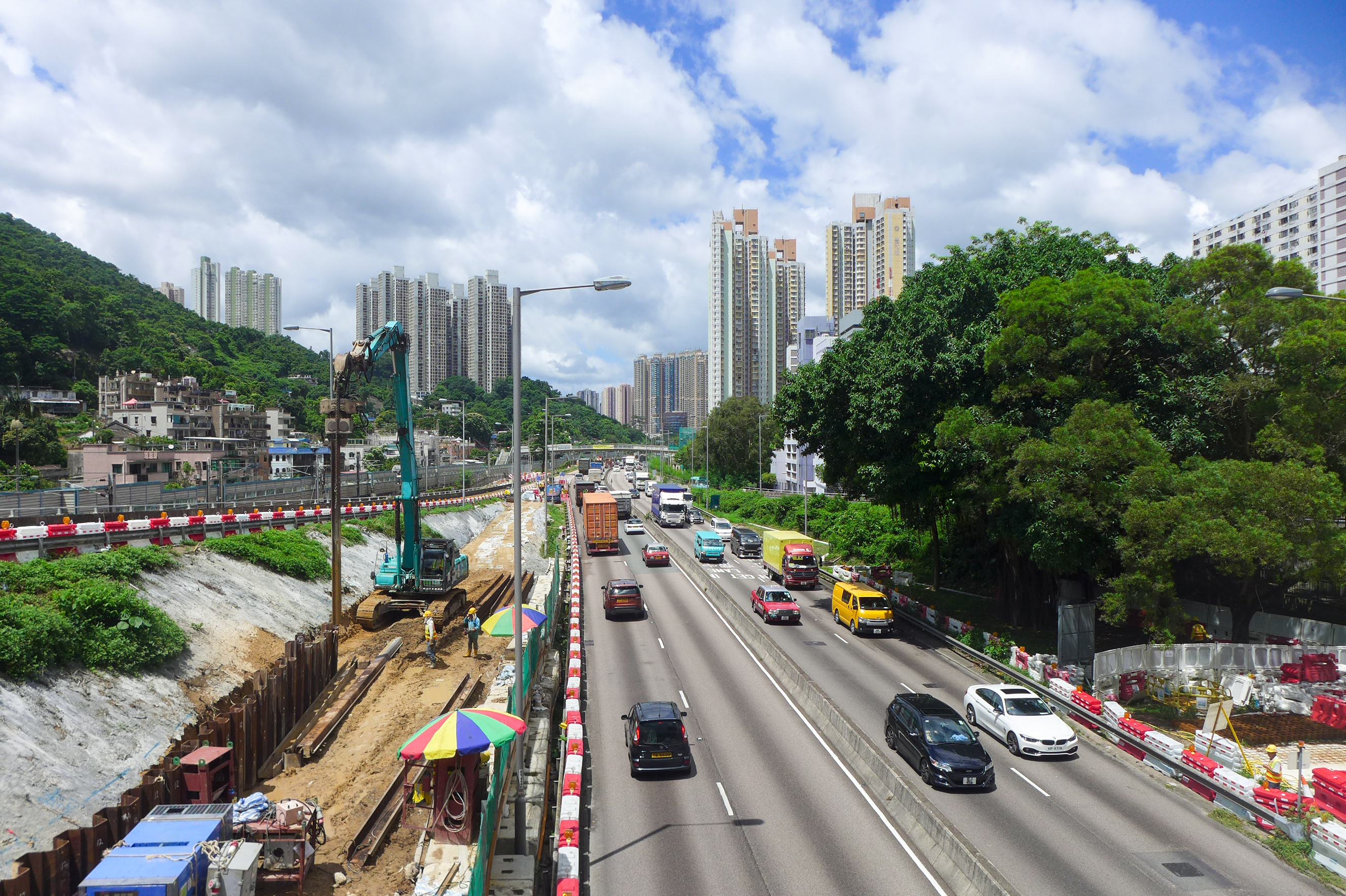
大埔公路－沙田段在2019年起進行擴闊工程，部分樹木被斬掉
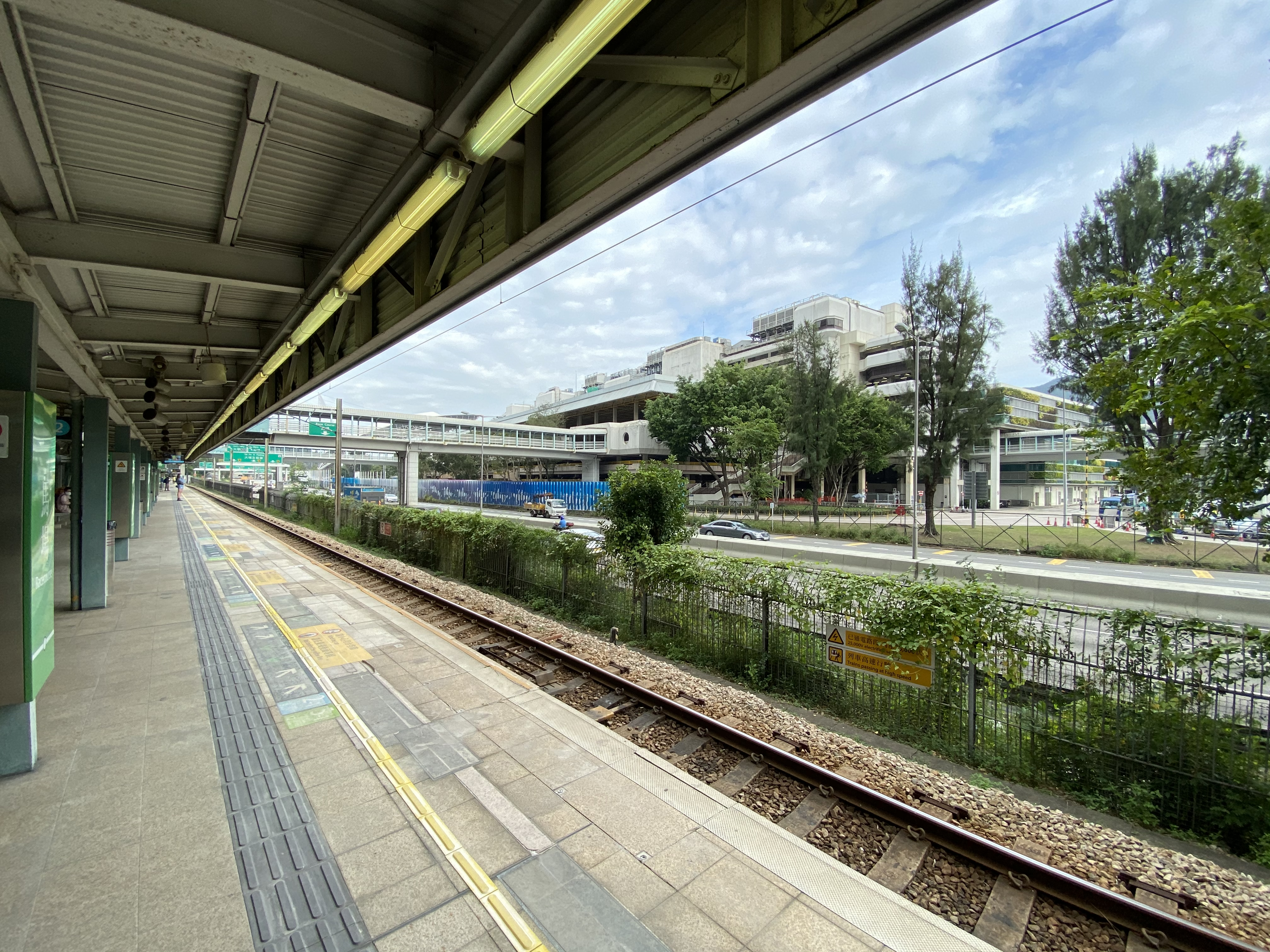
大埔公路－沙田段近沙田馬場

| 论 编 | 香港1號幹線 |  |
| |             |  |
| 黃竹坑道 – 香港仔隧道 – 黃泥涌峽天橋 – 堅拿道天橋 – 海底隧道 – 康莊道 – 公主道 – 窩打老道 – 獅子山隧道公路（包括獅子山隧道及第二獅子山隧道） – 沙田路 – 大埔公路－沙田段 |             |  |
| |             |  |

| 论 编 | 香港9號幹線 |  |
| |             |  |
| 城門隧道 – 象鼻山路 – 青山公路－荃灣段 – 屯門公路 – 藍地交匯處 – 元朗公路 – 青朗公路 – 新田公路 – 粉嶺公路 – 吐露港公路 – 大埔公路－沙田段 – 城門隧道公路 – 城門隧道 |             |  |
| |             |  |

#### 何東樓段
何東樓段原為火炭路至九肚山之間一段的大埔公路，因位處火炭何東樓對開而得名。自從大埔公路近沙田馬場一段通車後，九肚山一段何東樓段於1981年12月18日併入馬料水段，剩餘路段亦被改建，不再連接大埔公路，並於1985年8月16日更名為「樂景街」（英語：Lok King Street）。

#### 馬料水段
此段離開高速公路範圍，經過馬場、馬料水、中文大學至大埔尾，並與大埔滘段幾乎成90度，主要服務九肚山及附近一帶村落居民，自吐露港公路通車起已取代其出入新界北的地位。全段為不分隔雙程行車。此段路以北地方開始是新界的士可經營範圍（但新界的士可經校門進入中大校園）。
在最初的道路規劃中，本段公路將會擴闊、拉直成高速公路，在中大建校時的校園規劃亦有為此預留空間；後來有中大學生代表提議在校門建造一條橫跨公路的行人天橋，方便師生，尤其是夜間返回學生宿舍的宿生出入，但最後上述工程沒有推行。由於本段公路夜間較少車輛經過，因此亦成為非法賽車黑點，尤其是舉行澳門格蘭披治大賽車時更常發生，相關噪音遠至中大校園內亦可聽見。

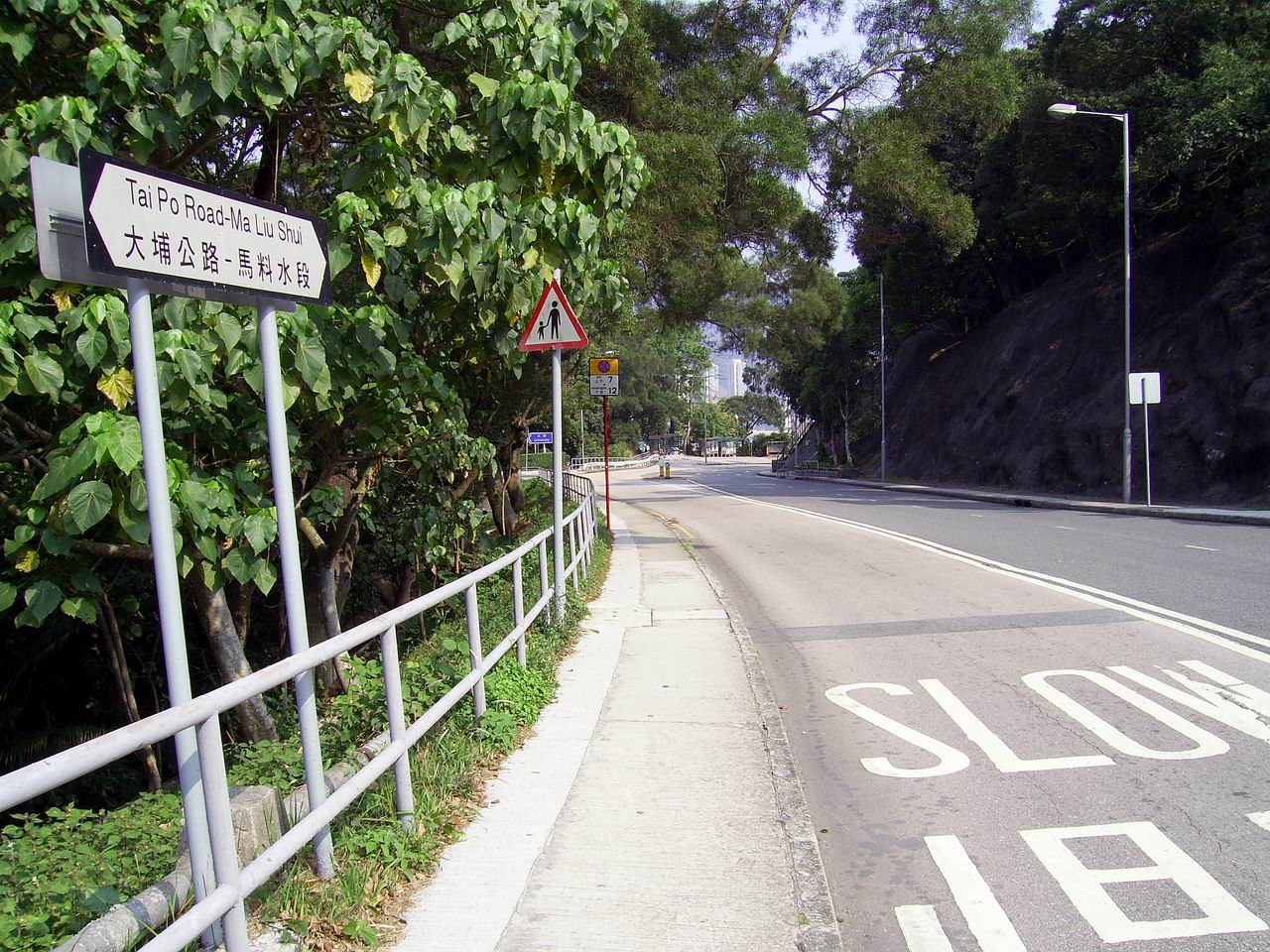
大埔公路－馬料水段
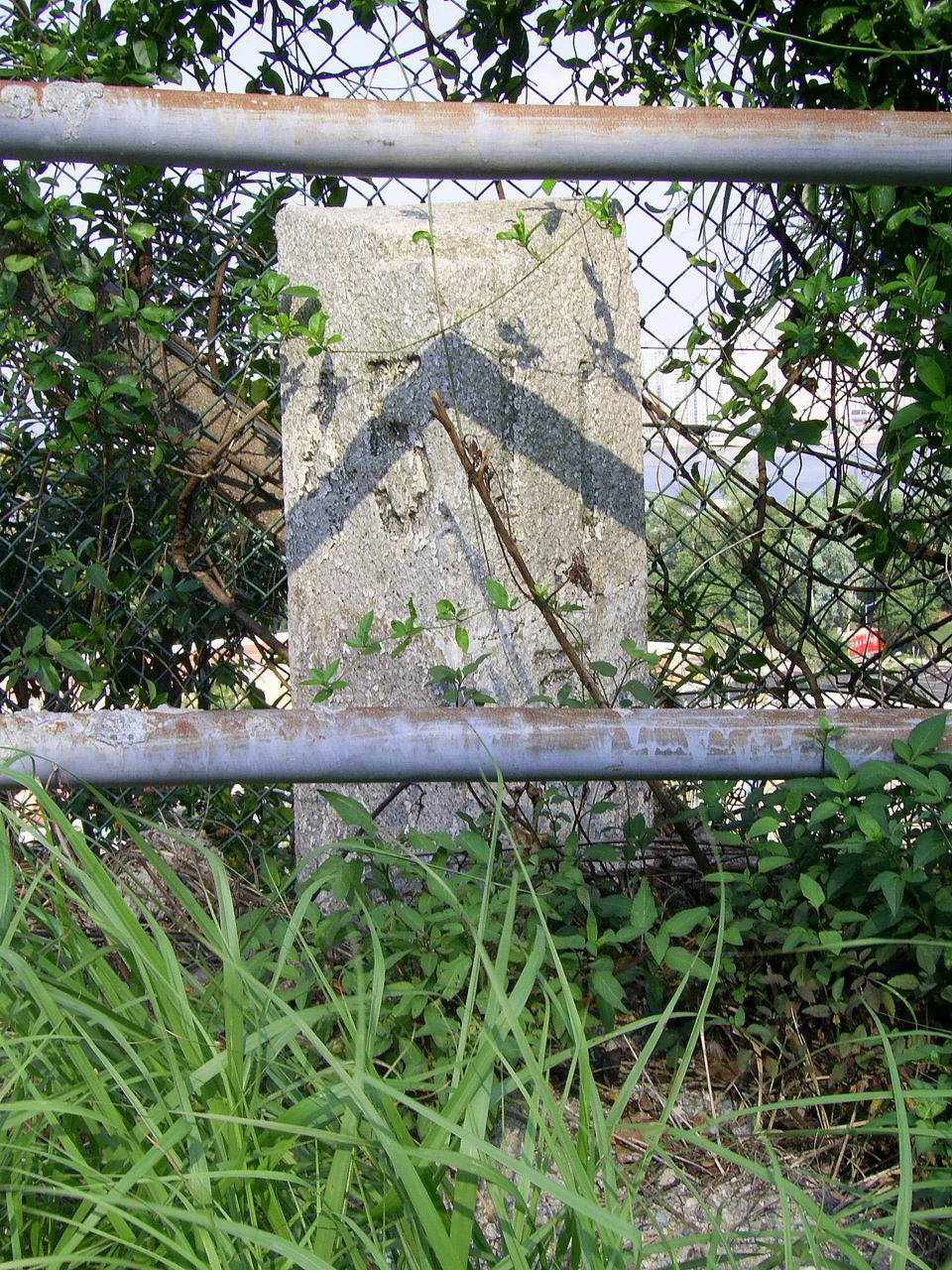
位於崇基學院附近的11½咪里程碑

#### 大埔滘段
由大埔尾（並於此與馬料水段幾乎成90度），經大埔滘至黃宜凹，主要服務附近一帶村落居民，自吐露港公路通車起已取代其出入新界北的地位。全段為不分隔雙程行車。
2018年2月10日傍晚約6時15分，一輛872號線雙層九巴接載從沙田馬場離開的馬迷往大埔中心，途經大埔公路大埔滘段時，疑因車速過快，失控翻側路邊並壓毀大埔尾巴士站，造成17名乘客及1名侯車市民當場死亡，1人送往聯合醫院搶救無效，另66人受傷，為香港第二多人死亡的車禍。

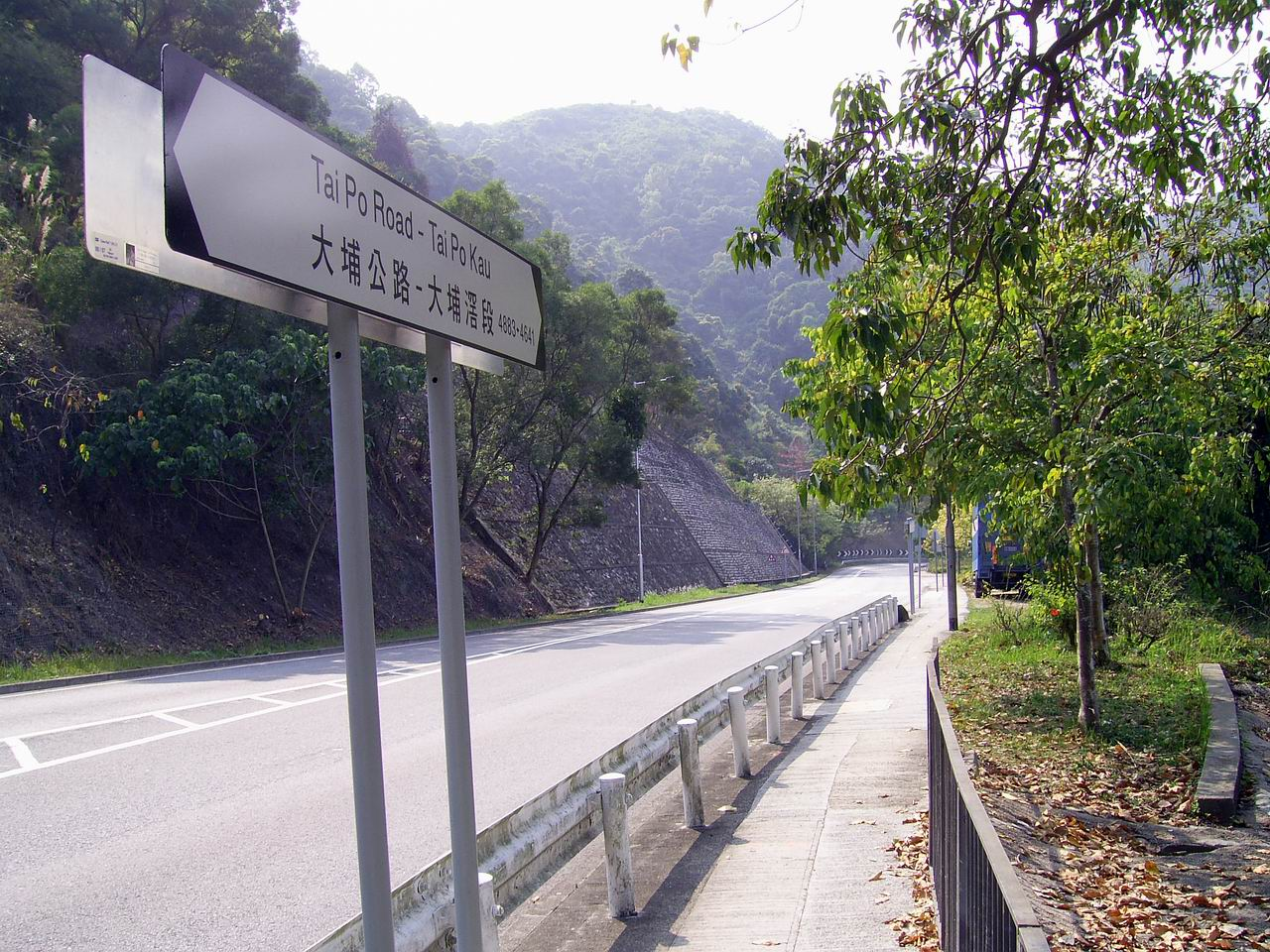
大埔公路－大埔滘段

#### 元洲仔段
上接大埔滘段，由黃宜凹起經過廣福迴旋處至廣福道和南運路交界連接廣福道，進入大埔墟範圍。
此段是昔日鐵路的平交道，當時九廣鐵路（現在的港鐵東鐵綫）部份路軌會橫跨此段，此段當時有兩個分隔閘，當有火車駛近，兩閘便會降下，並發出咇咇咇聲響及截停駛近車輛或通知跨越路軌車輛盡快離開。當火車駛過，閘會再次發出聲響並升高，讓車輛通過路軌往大埔和九龍。可是有時車輛或火車，因其它事故或壞車停在路軌上，造成不便。1983年鐵路電氣化完成，路軌不需橫跨此段公路，車輛亦不需跨越路軌駛往大埔和九龍，此段部份路段亦因此重建。

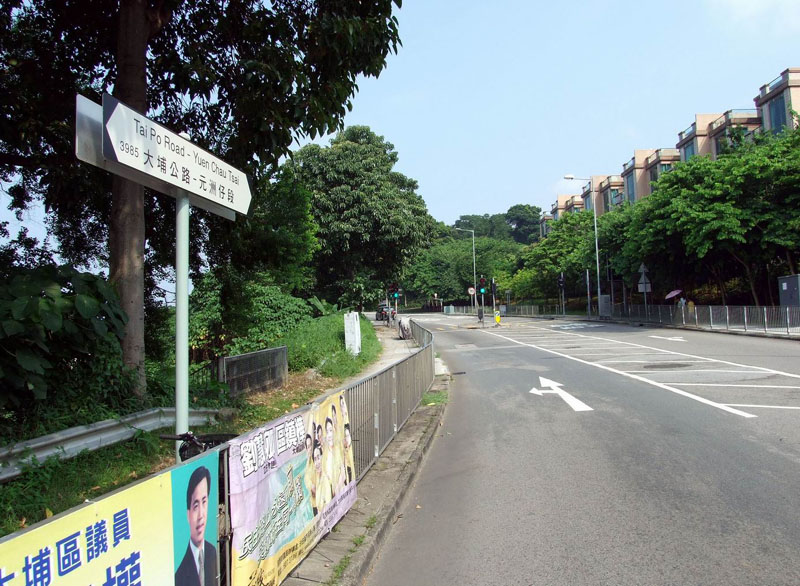
大埔公路－元洲仔段

#### 廣福道
廣福道原為大埔公路由南運路交界處至現太和邨的一部分，穿過了大埔墟的核心地區，並在林村河上建有行車之廣福橋。1936年此段大埔公路被更名為大埔大街，及後再更名為廣福道。1980年代政府發展大埔新市鎮，行車之廣福橋被拆除，使廣福道於林村河兩岸分成不相連之兩段；及後興建的太和邨亦使林村河北岸大部分的廣福道消失，不再和大窩段相連。

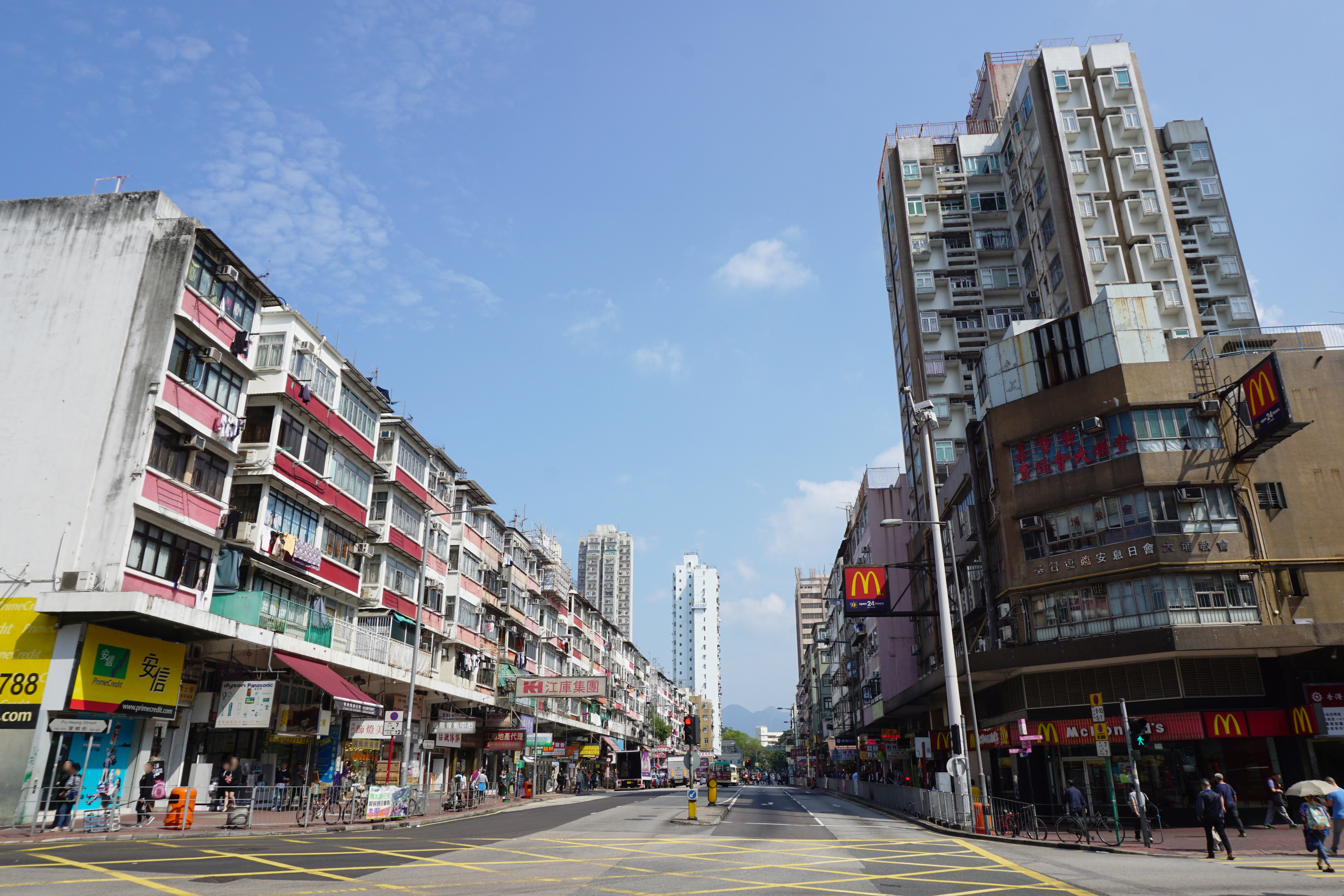
廣福道

#### 大窩段
大窩段於大埔太和邨附近相接廣福道，最初北面伸延至九龍坑相接粉嶺段。1980年代，林村河北岸大部分的廣福道消失；而林村至和合石一部分大窩段被擴建為一條三線來回高速公路，並在旁加建大窩西支路及大窩東支路以連接沿路鄉村，但及後這段高速公路更名為粉嶺公路。因此現今大窩段並不經過大窩，只餘下太和邨至林錦公路交匯處的單獨一段，而起點與終點皆沒有與大埔公路其他路段相連。由於整段粉嶺段亦告消失，林錦公路交匯處就成為了大埔公路的北面終點，而整條大埔公路現時亦至此為止。

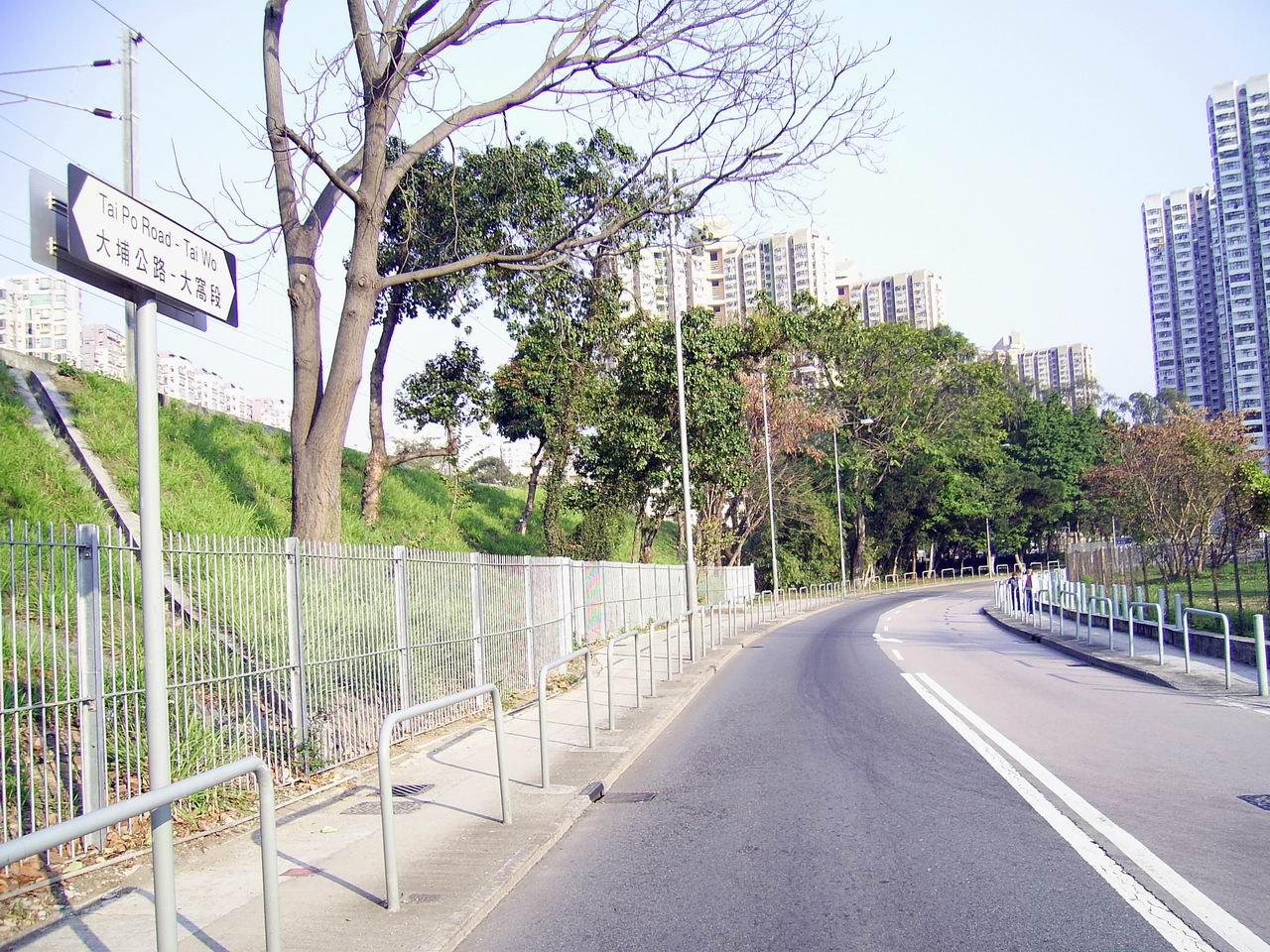
大埔公路－大窩段

#### 粉嶺段
此段現已消失。粉嶺段原本由九龍坑開始接連大窩段，直至粉嶺高爾夫球場附近。往日大埔公路的終點位於與青山公路古洞段、粉錦公路及原新豐路交界的十字路口，即現粉嶺公路上水迴旋處。隨著粉嶺／上水新市鎮的發展，此段現已被改建為區內各段道路。
- 九龍坑至和合石一段被改建成粉嶺公路的一部分。
- 和合石至上水警署一段成為馬會道的延伸部分，並繼承了該段大埔公路的時速70公里車速限制[17]。
- 上水警署至粉嶺站一段併入了沙頭角公路龍躍頭段。
- 粉嶺站至粉嶺圍一段成為新運路一部分。
- 近粉嶺圍平交道被取消。
- 粉嶺圍至青山公路一段則改建為粉嶺公路。

另外，現時位於大窩東支路旁、位於塘坑東村附近的加德士油站，於官方網站上的地址為「大埔公路九龍坑段」。

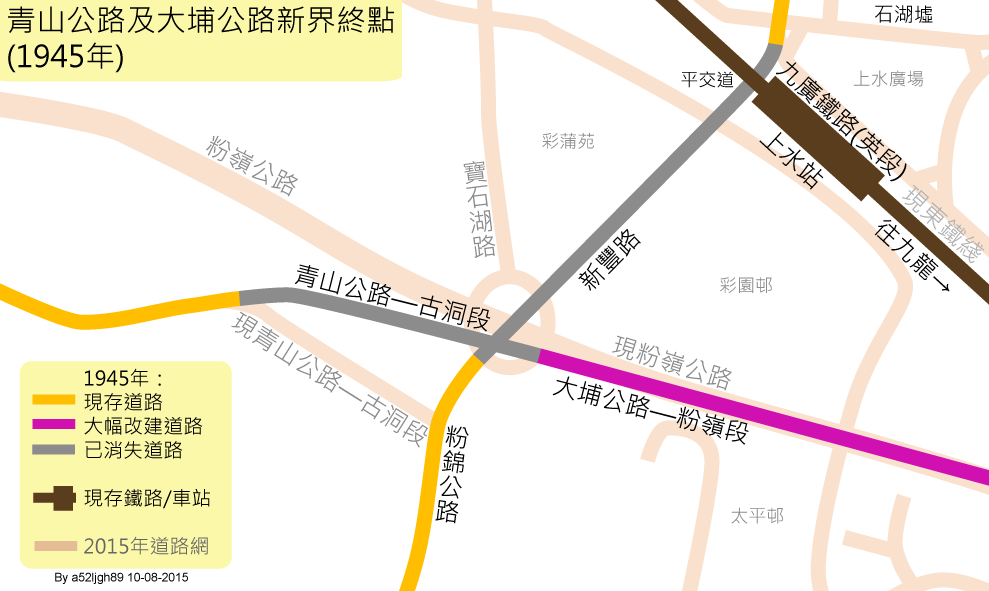
青山公路及大埔公路新界終點（1945年）
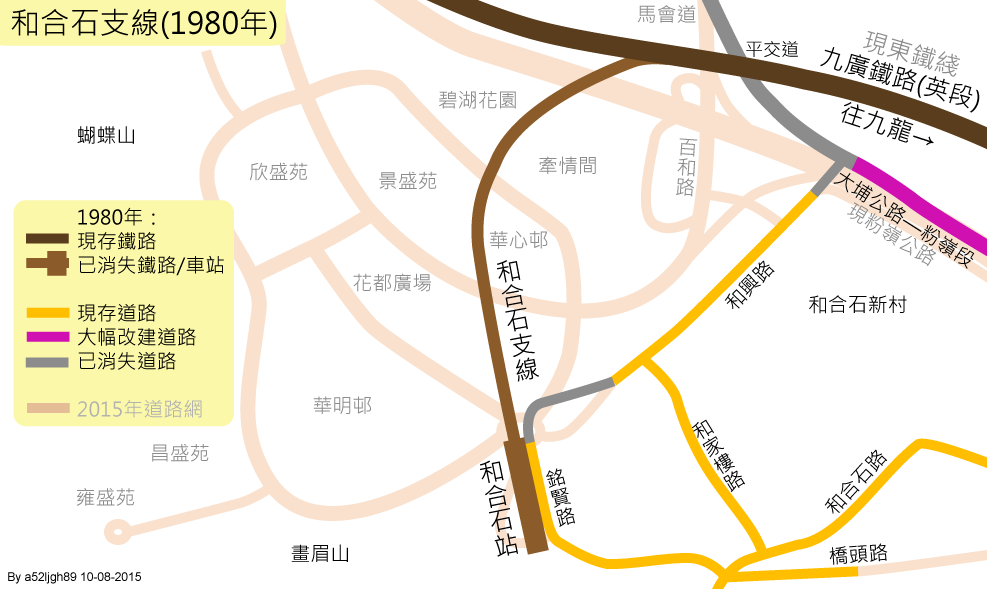
大埔公路由現時粉嶺公路經平交道跨過九廣鐵路後轉往現時的馬會道

## 里程碑
大埔公路有使用「大埔公路××咪」作為地址標示，當中「咪」是英里的英文「mile」之音譯，代表該處與尖沙咀碼頭（經彌敦道）的距離。青山公路和清水灣道也有類似系統。
| 路段     | 里程/數  | 地點             | 行政區劃 | 備註                                                                      |
| -------- | -------- | ---------------- | -------- | ------------------------------------------------------------------------- |
|          | 0        | 尖沙咀碼頭       | 油尖旺區 | 梳士巴利道、彌敦道；不屬於大埔公路範圍                                    |
| 1        | 佐敦道   |                  | 油尖旺區 | 梳士巴利道、彌敦道；不屬於大埔公路範圍                                    |
| 2        | 亞皆老街 |                  | 油尖旺區 | 梳士巴利道、彌敦道；不屬於大埔公路範圍                                    |
| 大埔道   | 2½       | 長沙灣道／界限街 | 深水埗區 | 大埔公路（大埔道）起點                                                    |
| 大埔道   | 3        | 桂林街           | 深水埗區 | 青山道（青山公路九龍段）起點                                              |
| 琵琶山段 | 4½       | 琵琶山           | 深水埗區 |                                                                           |
| 沙田嶺段 | 5½       | 九龍水塘         | 沙田區   | 現存里程碑                                                                |
| 大圍段   | 7½       | 大圍             | 沙田區   | 近沙田茵餐廳。大埔道七咪半休憩花園內設復刻的里程碑，在原里程碑約200米附近 |
| 沙田段   | 9        | 下禾輋           | 沙田區   | 近龍華酒店                                                                |
| 沙田段   | 10½      | 何東樓           | 沙田區   |                                                                           |
| 馬料水段 | 11½      | 馬料水           | 沙田區   | 近崇基學院校園。現存里程碑                                                |
| 馬料水段 | 12       | 馬料水           | 沙田區   | 近香港中文大學正門                                                        |
| 大埔滘段 | 14½      | 大埔滘           | 大埔區   | 近松仔園                                                                  |
| 元洲仔段 | 15½      | 黃宜凹           | 大埔區   | 現存里程碑                                                                |
|          | 16½      | 大埔墟           | 大埔區   | 大埔大街，現廣福道                                                        |
| 大窩段   | 17½      | 梅樹坑           | 大埔區   |                                                                           |
| 大窩段   | 18       | 圍頭村           | 大埔區   | 現大埔公路終點                                                            |
| 粉嶺段   | 20½      | 粉嶺             | 北區     |                                                                           |
| 粉嶺段   | 22       | 粉錦公路路口     | 北區     | 原大埔公路終點                                                            |

## 交匯道路

### 大窩段
- 林錦公路交匯處
- 梅樹坑路
- 大埔頭水圍路
- 大埔太和路
- 寶雅路

### 元洲仔段
- 廣福道
- 南運路
- 廣進街
- 廣宏街
- 吐露港公路
- 雍宜路

### 大埔滘段
- 燕子
- 逸遙路
- 紅林路
- 瞭望里
- 樟樹灘路

### 馬料水段
- 翠巒路
- 大學道
- 崇基路
- 麗坪路
- 紅橋里
- 九肚山路
- 駿景路
- 沙田馬場

### 沙田段(屬9號幹線)
- 沙田路
- 火炭路
- 樂景街
- 沙田鄉事會路
- 青沙公路

### 大圍段
- 沙田正街
- 獅子山隧道公路
- 成全路
- 成運路
- 城河道
- 大圍道
- 美田路

### 沙田嶺段
- 徑口路
- 金山路

### 琵琶山段
- 琵琶山路
- 長源路
- 郝德傑道

### 大埔道
- 呈祥道
- 青山道
- 白田街
- 北河街
- 南昌街
- 石硤尾街
- 元州街
- 黃竹街
- 西洋菜里
- 福榮街
- 楓樹街
- 福華街
- 白楊街
- 長沙灣道

## 未來發展
2016年7月，政府提出擴建大埔公路沙田段，將近沙田鄉事會路至禾輋邨一段長約1.1公里道路，從雙程雙線分隔行車道擴闊至雙程三線分隔行車道，安裝隔音屏障，並改建其與沙田鄉事會路的交匯處，以應付日益增長的車流量，工程造價約27.4億元。2018年1月政府擬向立法會申請撥款8.5億元，為兩段大埔公路沙田段，包括蔚景園至連城廣場，以及禾輋邨至火炭路加建隔音屏障和隔音罩，指出工程完成後可減少噪音1至5分貝，有2147多戶居民受惠。現時已進行施工，預計2023年下半年完成。

## 註解
1. ↑  與被稱為新路的吐露港公路相對
2. ↑  即香港日本人學校大埔校、保良局田家炳千禧小學及港九街坊婦女會孫方中書院